# 오 나의 귀신님
《오 나의 귀신님》은 2015년 7월 3일부터 2015년 8월 22일까지 방영된 tvN 금토 드라마이다.

## 줄거리
음탕한 처녀 귀신이 빙의된 소심한 주방 보조 나봉선과 자뻑 스타 셰프 강선우가 펼치는 응큼 발칙한 빙의 로맨스 드라마.

## 등장인물

### 주요 인물
- 박보영 : 나봉선(1988년생, 28세) 역 (아역: 이유주) - 썬 레스토랑 주방보조, 신순애 빙의. 어린 시절 부모님을 여의고 할머니와 단 둘이 살았다.
- 조정석 : 강선우(1983년생, 33세) 역 - 썬 레스토랑 사장 겸 셰프.
- 임주환 : 최성재(1984년생, 32세) 역 (아역: 정수환) - 강은희의 남편이자 강선우의 매제. 지구대 경장. 강은희를 장애인으로 만든 장본인이자, 신순애를 죽인 범인(악귀 빙의).
- 김슬기 : 신순애(1984년생, 2012년 9월 사망 당시 29세) 역 - 귀신. 최성재에게 피살된 후 귀신이 되어 나타남.
- 박정아 : 이소형(33세) 역 - 방송국 PD.
- 신혜선 : 강은희(1985년생, 31세) 역 - 최성재의 아내이자 강선우의 여동생. 한때 발레리나를 꿈꿨으나, 최성재가 벌인 사고로 의해 장애인이 됨.

### 주변 인물
- 강기영 : 허민수(31세) 역 - 썬 레스토랑 부주방장.
- 최민철 : 조동철(34세) 역 - 썬 레스토랑 조리팀.
- 곽시양 : 서준(29세) 역 - 썬 레스토랑 조리팀.
- 오의식 : 최지웅(29세) 역 - 썬 레스토랑 주방보조.
- 신은경 : 조혜영(51세) 역 - 선우·은희 남매의 어머니. (특별출연)
- 이대연 : 신명호(62세) 역 - 순애·경모 남매의 아버지.
- 이학주 : 신경모(27세) 역 - 명호의 외아들이자 순애의 남동생.
- 이정은 : 서빙고 보살(50세) 역 - 점쟁이.
- 김성범 : 한진구(35세) 역 - 성재의 동료 경찰.

### 그 외 인물
- 최웅 : 주창규 / 윤창섭 역 - 선우의 절친이자 소형의 남편 / 소형의 남자친구
- 정현석 : 의사 역
- 신창주 : 형사 역
- 우상욱 : 형사 역
- 박훈 : 형사 역
- 박지연 : 귀신 역
- 최교식 : 귀신 역
- 장해민 : 순애 때문에 빙의된 여자 역
- 김경일 : 선우의 후배 쉐프 역
- 오희준 : 고시원 사는 남자 역
- 차미경 : 수산시장 상인 역
- 배유람 : 이소형의 선배 PD 역
- 신재도 : 음식값 안내는 손님 역
- 이훈진 : 마르코 역 - 선우의 라이벌 쉐프
- 맹봉학 : 식당 손님 역
- 김재흠 : 식당 손님 역
- 유금 : 미용실 주인 역
- 강민주 : 자전거 라이더 역
- 김현진 : 빙의된 찜질방 손님 역
- 태항호 : 윤철민 역 - 선우의 고등학교 동창, 청소기 영업사원
- 김태겸 : 이소형의 소개팅남 역
- 이도엽 : 남자 펜션주인 역
- 김수진 : 여자 펜션주인 역
- 차정원 : 강은희의 친구 역
- 김민채 : 한진구의 누나 역
- 구혜령 : 시장 과일가게 주인 역
- 현영임 : 점집 손님 역
- 유채목 : 점집 손님 역
- 윤경호 : 감독 역
- 최성희 : 여학생 역
- 이주실 : 나봉선의 할머니 역
- 박성균 : 의사 역
- 장가현 : 요리대회 심사위원 역
- 남기애 : 점집 손님 역
- 김광섭 : 조연출 역
- 민정섭 : 포장마차 주인 역

### 아역
- 최정후 : 준수 역 - 맛집블로거의 아들
- 정재민 : 어린 윤철민 역
- 김환희 : 채희 역 - 펜션주인 부부의 딸
- 김예린 : 귀신 역

### 특별출연
- 구재이 : 왕주 역 - 영창그룹 재벌녀 (1회)
- 이하나 : 라디오 DJ 역 (목소리 출연) (1회)
- 김현욱 : 요리 프로그램 '셰프VS셰프' MC 역 (2회, 5회)
- 조한철 : 정신과 의사 역 (5회)
- 류현경 : 강원영 순경 역 (13~15회)
- 레이 양 : 혜진 역 - 주방보조 신참직원 (14회)
- 서인국 : 에드워드 서 역 - 수쉐프 (16회)
- 정호균 : 요리대회 심사위원 역 (16회)

## OST

### Part 1
| #            | 제목                  | 작사         | 작곡         | 편곡                | 재생 시간 |
| ------------ | --------------------- | ------------ | ------------ | ------------------- | --------- |
| 1.           | 〈STAY〉 (벤)         | 이현서       | 수란         | 수란, 필터(Philtre) | 4:24      |
| 2.           | 〈STAY (Inst.)〉 (벤) |              | 수란         | 수란, 필터(Philtre) | 4:24      |
| 총 재생 시간 | 총 재생 시간          | 총 재생 시간 | 총 재생 시간 | 총 재생 시간        | 8:48      |

### Part 2
| #            | 제목                                                 | 작사         | 작곡           | 편곡           | 재생 시간 |
| ------------ | ---------------------------------------------------- | ------------ | -------------- | -------------- | --------- |
| 1.           | 〈오 나의 귀신님〉 (한소현, 제이미박)                | 이재진       | 이재진, 권성민 | 권성민         | 3:29      |
| 2.           | 〈오 나의 귀신님 (Trumpet Ver.)〉 (한소현, 제이미박) |              | 이재진         | 이재진, 권성민 | 3:29      |
| 총 재생 시간 | 총 재생 시간                                         | 총 재생 시간 | 총 재생 시간   | 총 재생 시간   | 6:58      |

### Part 3
| #            | 제목                        | 작사         | 작곡         | 재생 시간 |
| ------------ | --------------------------- | ------------ | ------------ | --------- |
| 1.           | 〈떠난다〉 (박보영)         | 노경보       | 노경보       | 3:42      |
| 2.           | 〈떠난다 (Inst.)〉 (박보영) |              | 노경보       | 3:42      |
| 총 재생 시간 | 총 재생 시간                | 총 재생 시간 | 총 재생 시간 | 7:24      |

### Part 4
| #            | 제목                      | 작사         | 작곡         | 편곡         | 재생 시간 |
| ------------ | ------------------------- | ------------ | ------------ | ------------ | --------- |
| 1.           | 〈Eyes〉 (박재범)         | 박우상       | 박우상       | 박우상       | 3:50      |
| 2.           | 〈Eyes (Inst.)〉 (박재범) |              | 박우상       | 박우상       | 3:50      |
| 총 재생 시간 | 총 재생 시간              | 총 재생 시간 | 총 재생 시간 | 총 재생 시간 | 7:40      |

### 오 나의 귀신님 OST
| #            | 제목                                               | 작사         | 작곡           | 편곡                | 재생 시간 |
| ------------ | -------------------------------------------------- | ------------ | -------------- | ------------------- | --------- |
| 1.           | 〈Stay〉 (벤)                                      | 이현서       | 수란           | 수란, 필터(Philtre) | 4:24      |
| 2.           | 〈오! 나의 귀신님〉 (한소현, 제이미박)             | 이재진       | 이재진, 권성민 | 권성민              | 3:29      |
| 3.           | 〈떠난다〉 (박보영)                                | 노경보       | 노경보         | 노경보              | 3:41      |
| 4.           | 〈Eyes〉 (박재범)                                  | 박우상       | 박우상         | 박우상              | 3:50      |
| 5.           | 〈떠난다 (Harmonica Ver.)〉 (권병호)               |              | 노경보         | 노경보              | 3:41      |
| 6.           | 〈오 나의 귀신님 (Solo Ver.)〉 (한소현)            | 이재진       | 이재진, 권성민 | 권성민              | 3:29      |
| 7.           | 〈Eyes (Inst.)〉 (V.A)                             | 박우상       | 박우상         | 박우상              | 3:50      |
| 8.           | 〈오 나의 귀신님 (Trumpet Ver.)〉 (조정현, 배장은) | 이재진       | 이재진, 권성민 | 권성민              | 3:29      |
| 9.           | 〈오 나의 귀신님 Title〉 (임하영)                  |              | 임하영         | 임하영              | 0:42      |
| 10.          | 〈얘기의 시작〉 (임하영)                           |              | 임하영         | 임하영              | 2:13      |
| 11.          | 〈오 나의 귀신님 Main Theme〉 (임하영)             |              | 임하영         | 임하영              | 2:37      |
| 12.          | 〈용산 찬가〉 (임하영)                             |              | 임하영         | 임하영              | 2:46      |
| 13.          | 〈Beyond The Last〉 (임하영)                       |              | 임하영         | 임하영              | 4:35      |
| 14.          | 〈너를 생각하며〉 (김성율)                         |              | 김성율         | 김성율              | 2:30      |
| 15.          | 〈밤 12시에 쓰는 편지〉 (유종현)                   |              | 유종현         | 유종현              | 3:17      |
| 16.          | 〈Sorrowful Ghost〉 (임하영)                       |              | 임하영         | 임하영              | 2:07      |
| 17.          | 〈죽기 살기〉 (임하영)                             |              | 임하영         | 임하영              | 1:34      |
| 18.          | 〈술래잡기〉 (임하영)                              |              | 임하영         | 임하영              | 2:17      |
| 19.          | 〈밀당〉 (유종현)                                  |              | 유종현         | 유종현              | 2:14      |
| 20.          | 〈가족〉 (임하영)                                  |              | 임하영         | 임하영              | 2:53      |
| 21.          | 〈두 얼굴〉 (임하영)                               |              | 임하영         | 임하영              | 3:09      |
| 22.          | 〈남겨진 자〉 (유종현)                             |              | 유종현         | 유종현              | 2:05      |
| 23.          | 〈낭만 일탈〉 (유종현)                             |              | V.A            | 유종현              | 1:54      |
| 총 재생 시간 | 총 재생 시간                                       | 총 재생 시간 | 총 재생 시간   | 총 재생 시간        | 1:06:46   |

## 시청률
최저 시청률과 최고 시청률은 시청률 조사회사와 지역별로 시청률에 차이가 있을 수 있습니다.
| 2015년      | 2015년      | 2015년     | 2015년      |
| 회차        | 방송일      | AGB 시청률 | TNmS 시청률 |
| ----------- | ----------- | ---------- | ----------- |
| 제1회       | 7월 3일     | 2.654%     | 3.2%        |
| 제2회       | 7월 4일     | 2.655%     | 3.3%        |
| 제3회       | 7월 10일    | 3.365%     | 3.9%        |
| 제4회       | 7월 11일    | 2.978%     | 4.2%        |
| 제5회       | 7월 17일    | 3.592%     | 3.8%        |
| 제6회       | 7월 18일    | 3.348%     | 4.2%        |
| 제7회       | 7월 24일    | 3.802%     | 3.8%        |
| 제8회       | 7월 25일    | 3.600%     | 4.8%        |
| 제9회       | 7월 31일    | 3.662%     | 4.6%        |
| 제10회      | 8월 1일     | 3.488%     | 4.8%        |
| 제11회      | 8월 7일     | 4.210%     | 4.7%        |
| 제12회      | 8월 8일     | 4.389%     | 4.9%        |
| 제13회      | 8월 14일    | 5.077%     | 6.1%        |
| 제14회      | 8월 15일    | 5.450%     | 6.1%        |
| 제15회      | 8월 21일    | 5.339%     | 6.2%        |
| 제16회      | 8월 22일    | 7.337%     | 8.0%        |
| 평균 시청률 | 평균 시청률 | 4.059%     | 4.8%        |

## 수상
- 2015년 제4회 아시아태평양 스타 어워즈 중편드라마 여자 우수상 - 박보영
- 2016년 제4회 드라마피버 어워즈 여우주연상 - 박보영
- 2016년 제4회 드라마피버 어워즈 여우조연상 - 김슬기
- 2016년 제1회 tvN10 Awards 베스트 케미상 - 박보영, 김슬기
- 2016년 제1회 tvN10 Awards 콘텐츠 본상(드라마)
- 2016년 제1회 tvN10 Awards 투스타상 - 조정석

## 동시간대 드라마
JTBC 금토드라마
- 《사랑하는 은동아》 : (2015년 5월 29일 ~ 2015년 7월 18일)
- 《라스트》 : (2015년 7월 24일 ~ 2015년 9월 12일)